# Jozef Robijns
Jozef Robijns (Meldert, 15 augustus 1920 – Leuven, 29 juni 1993) was een Belgisch hoogleraar en muziekpedagoog.

## Levensloop
Na zijn middelbare studies aan het Sint-Lievenscollege in Gent, studeerde Robijns aan het Lemmensinstituut in Mechelen met als leraars onder meer Flor Peeters, Marinus de Jong en Jules Van Nuffel. Hij werd er laureaat in 1943. In 1956 promoveerde hij tot doctor in de muziekwetenschappen, met professor René Bernard Lenaerts als promotor van zijn proefschrift, gewijd aan de Vlaamse polyfonist Pierre de la Rue. In 1953 werd hij leraar muziekgeschiedenis aan het Conservatorium van Brugge. Van 1956 tot 1961 kon hij verder de polyfonisten bestuderen als navorser bij het Nationaal Fonds voor Wetenschappelijk Onderzoek.
In 1951 werd hij docent en in 1963 gewoon hoogleraar aan het Seminarie voor Muziekwetenschappen van de Katholieke Universiteit Leuven. Na de splitsing van de universiteit bleef hij gewoon hoogleraar in Leuven waar hij in 1973 hoofd werd van de afdeling muziekwetenschappen, en werd hij buitengewoon hoogleraar bij de UCL in Louvain-la-Neuve.
Zijn interesse ging uit naar de polyfonie, maar ook naar de componisten van de 18de tot 20ste eeuw, in de eerste plaats in België en naar de religieuze muziek. Hij had veel belangstelling voor het gregoriaans, zoals het in Solesmes ontwikkeld was. Orgelbouw en de aanwending van het orgel in de eredienst hadden eveneens zijn belangstelling.

## Erefuncties
- In 1971 werd hij corresponderend en in 1977 effectief lid van de Koninklijke Vlaamse Academie van België voor Wetenschappen en Kunsten.
- In 1972 ontving hij de internationale Edward-Dentmedaille voor zijn verdiensten op het gebied van de Vlaamse polyfonie.
- Robijns was bestuurslid van de Société Belge de Musicologie.
- Hij was voorzitter van de Koninklijke Vereniging voor Muziekgeschiedenis Antwerpen.
- Hij vertegenwoordigde België in het directorium van de Internationale Vereniging voor Muziekwetenschap.
- Hij was muziekadviseur voor het Festival Musica Antiqua in Brugge. In 1974 maakte hij er deel uit van de jury voor de internationale klavecimbelwedstrijd en in 1975 van het internationaal concours voor barokinstrumenten.
- In 1975 verzette hij zich tegen het voorstel van zijn universiteit om een eredoctoraat toe te kennen aan de Britse componist Benjamin Britten, omdat hij aanstoot nam aan diens homoseksualiteit.

## Publicaties
- Pierre De La Rue, Een Bio-Bibliographische Studie, 1954
- Algemene muziek-encyclopedie, (onder leiding van Dr. A. Corbet en Wouter Paap en redactiesecretaris Dr. J. Robijns, 1957-1972
- Renaissance-muziek 1400-1600. Donum natalicium René Bernard Lenaerts. (onder redactie van Jozef Robijns, met medewerking van Willem Elders, Roelof Lagas en Guido Persoons), 1969
- De Leidse Fragmenten: Nederlandse Polifonie uit het einde der 14de eeuw, Renaissance-Muziek 1400-1600. Donum Natalicium René Bernard Lenaerts, (uitg. Jozef Robijns, Leuven, 1969.
- Bela Bartok : eigen structuurprocédés, Mededelingen van de Koninklijke Academie voor Wetenschappen, Letteren en Schone Kunsten van België, 1975
- Philippus De Monte et de Nederlandse polyphonie (catalogus tentoonstelling in "De Tinne Pot"), Brussel, 1976.
- (samen met Miep Zijlstra,) Algemene muziek encyclopedie, Haarlem : De Haan, 1979-1984, ISBN 978-90-228-4930-9
- Jules Van Nuffel (1883-1935), Bezield componist van grootse religieuze werken, Koninklijke Academie voor Wetenschappen, Letteren en Schone Kunsten van België, Brussel, 1980
- Op harpen en snaren; volksmuziek, volksdansen, volksinstrumenten in Vlaanderen. (red. Jozef Robijns, Hugo Heughebaert en Herman Dewit), Antwerpen, Uitgeverij De Nederlanden, 1983, ISBN 90-6583-0375.
- Het Gregoriaans: Historiek, Techniek, Esthetiek, Universitaire Pers Leuven, 1987, ISBN 9061862612